# Посьредник (Великопольське воєводство)
Посьредник (пол. Pośrednik) — село в Польщі, у гміні Щитники Каліського повіту Великопольського воєводства.
Населення — 169 осіб (2011).
У 1975-1998 роках село належало до Каліського воєводства.

## Демографія
Демографічна структура станом на 31 березня 2011 року:
|          | Загалом | Допрацездатний вік | Працездатний вік | Постпрацездатний вік |
| -------- | ------- | ------------------ | ---------------- | -------------------- |
| Чоловіки | 90      | 13                 | 63               | 14                   |
| Жінки    | 79      | 19                 | 38               | 22                   |
| Разом    | 169     | 32                 | 101              | 36                   |